# MotoE世界選手権
FIM Enel MotoE世界選手権は、電動バイクによって行われるロードレース (オートバイ)。 
国際モーターサイクリズム連盟によって認可されている。2022年まではFIM Enel MotoE ワールドカップの名称で行われていた。

## 概要
初年度の2019シーズンではヨーロッパの5つのサーキットにおいてMotoGPのサポートレースとして開催される予定だったが、 同年3月にスペインのヘレス・サーキットで行われていたテスト中に火災が発生し、機材の多くはダメージを受け、マシンは全て失われた。
そのため開幕レースとして同年5月に予定されていた、ヘレス・サーキットとフランスのサルト・サーキットでのレースは中止され、4会場、6レースからなる新たなレーススケジュールが発表された。

## 車輌
イタリアの電動バイクメーカーであるエネルジカから供給される『エネルジカ・エゴ・コルサ』によってレースが行われる
- モーター: 永久磁石シンクロナスモーター(オイル冷却)
- 最高出力: 110 kW (147 hp/cv)
- 加速: 0-60 mph in three seconds
- 最高速度: 250 km/h (155 mph)
- トルク: 147.5 lb.-ft. (5,000 rpm)
- フレーム: 鉄製トラスフレーム
- スイングアーム: 鋳造アルミニウム
- ホイール: 鍛造アルミニウム
- スロットル: ライドバイワイヤ方式
- バッテリー: 高電圧リチウムイオン
- 充電: CCS(総合充電システム)準拠の直流急速充電ステーションを使用した場合、約20分で0から80パーセント程度まで充電可能。交流普通充電も可能

## シーズン

### 2019
2019年のMotoE
開幕シーズンである2019には7月から12月にかけて6レース開催された。イタリアのマッテオ・フェラーリが初代チャンピオンとなった。前述のように、5月に予定されていた開幕戦はテスト走行中の火災により延期された他、第2ラウンドのオーストリアのレースでも、第1ラウンドの覇者ニキ・トゥーリの機体が充電中に発火するトラブルがあった。

### 2020
2020年のMotoE
5月から12月にかけてレースが予定されていたが、新型コロナウイルス感染症の流行 (2019年-)により5月のスペイングランプリは中止され、7月以降の新たなスケジュールが発表されている。

### 2021
2021年のMotoE
5月から9月にかけて6レース開催された。マルクVDSレーシングチーム所属のマイク・ディ・メッリオがFIM世界耐久選手権のカレンダーがブッキングとしてしまい、代役が見つけられなかったことから参戦を取り止めた。また日本人ライダーとして大久保光がアヴァン・アジョMotoEから参戦した。スペインのジョルディ・トーレスが2連覇を達成した。

### 2022
2022年のMotoE
エネルジカのマシンを使用する最後のシーズンである。スイスのドミニク・エガーターがチャンピオンとなった。

### 2023
2023年のMotoE
ドゥカティがマシンを供給する最初のシーズンである。HPポンスLos40のマッティア・カサデイがチャンピオンとなった。

### 2024
2024年のMotoE
ダイナボルト・インタクトGP MotoEのエクトル・ガルソがチャンピオンとなった。